# Водяной смерч

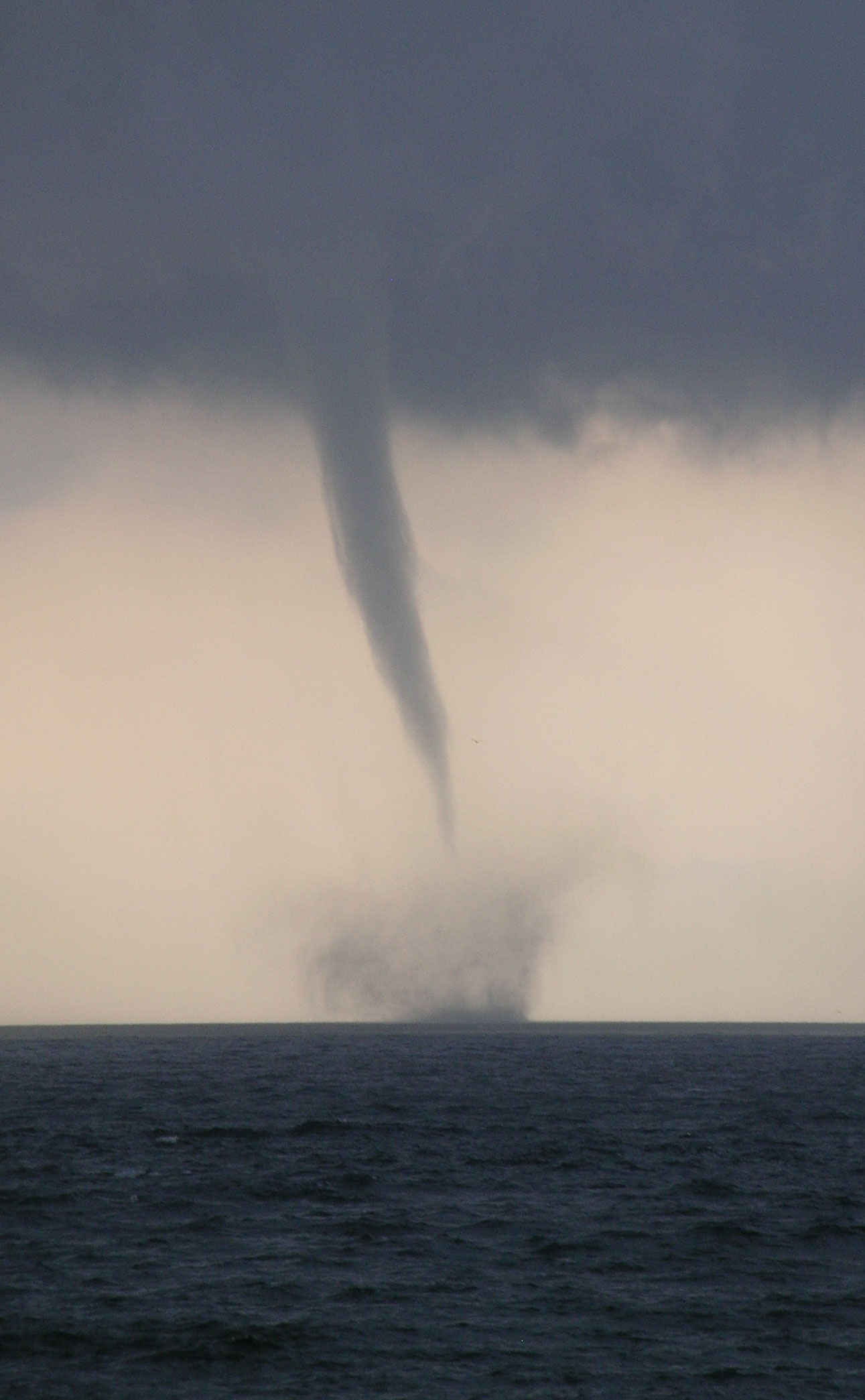
Водяной смерч на Адриатике (Будва, Черногория, 6 августа 2010)

Водяной смерч — воронкообразный вихрь воздуха и воды, образующийся над поверхностью большого водоема и соединённый с кучевым облаком. По своей природе подобен обычному смерчу (торнадо). Водяной смерч может образоваться в случае прохождения торнадо над водной поверхностью. Чаще встречается в тропических широтах. В отличие от классического смерча, водяной смерч существует всего 15-30 минут, намного меньше в диаметре (от 5 до 200 м), скорость движения и вращения ниже в два-три раза, не обязан сопровождаться ураганным ветром. Существуют и дополнительные отличия.
Несмотря на то, что в основном водяные смерчи рождаются в тропических широтах, они могут появиться и в умеренных широтах. Их можно часто наблюдать на западном побережье Европы, на Британских островах и в некоторых районах Средиземноморья. Водяные смерчи не ограничены солёными водоёмами — множество наблюдались над озёрами и реками, например, над Великими озёрами. Также водяной смерч был замечен на Волге в период летней жары 2010 года. Очень часто водяные смерчи встречаются на побережье Чёрного моря.